# Louis Halphen
Louis Sigismond Isaac Halphen (Parigi, 2 febbraio 1880 – Parigi, 7 ottobre 1950) è stato uno storico francese, autore di svariate pubblicazioni su Carlo Magno.

## Biografia
Studente dell’École des Chartes e allievo di Arthur Giry, ha ottenuto nel 1904 il dipoloma di archiviste paléographe, grazie a una tesi che aveva come protagonista il Conte D’angiò e la sua politica.
Tra il 1904 e il 1906 è stato membro dell’École française de Rome e nello stesso periodo è diventato segretario dell’École des Chartes, scuola dove aveva studiato. Nel 1910 Halphen ottiene la cattedra di lettere all’Università di Bordeaux, mentre nel 1928 si trasferisce a Parigi per lavorare alla Sorbonne e dirigere l’École pratique des hautes études. Nel 1935 è eletto membro dell’Académie des inscriptions et belles-lettres.
A causa di alcuni fatti razzisti, nel 1941, è costretto a lasciare gli incarichi pubblici e André Déléage prende il suo posto alla Sorbonne; Halphen nel frattempo insegna per qualche tempo a Grenoble e poi cerca rifugio all’interno di un convento di montagna. Successivamente gli viene permesso di rientrare a Parigi e di riassumere la cattedra, la sua salute è però talmente compromessa che viene temporaneamente sostituito nell’insegnamento da Yves Renouard.

## Opere
Ha scritto opere importantissime sull'età carolingia: la più conosciuta è Charlemagne et l'Empire carolingien (Carlo Magno e l’Impero carolingio, 1947), nella quale sottolinea l’incidenza di quell'epoca nella civilizzazione del mondo occidentale. 
Le opere di Halphen sono: 
- Le comté d'Anjou, 1906, per cui vinse l'anno successivo il Premio Gobert
- Recueil des Actes de Lothaire dt de Louis V, in collaborazione con Ferdinand Lot, 1908;
- Charles le Chauve. Annales de sa vie et de son règne, in collaborazione con Ferdinand Lot,1909;
- L'Histoire en France depuis cent ans, 1914;
- Études critiques sur l'histoire de Charlemagne, 1921;
- Vie de Charlemagne, 1923;
- Les Barbares, 1926 e 1948;
- L’Essor de l’Europe, 1932 e 1948;
- Les Barbares, des grandes invasions aux conquêtes turques du xie siècle, 1940;
- Introduction à l'histoire, 1946;
- Charlemagne et l'Empire carolingien, 1947;
- Initiation aux études d'histoire du Moyen Âge, 1952.